# I'm a train
I'm a train is een single van Albert Hammond. Het is afkomstig van zijn derde album getiteld Albert Hammond uit 1974. Dat album scoorde voornamelijk goed in Nederland en leverde het tweetal succesvolle singles I’m a train en I don’t wanna die in an air disaster.

## Hitnotering
In Hammonds thuisland het Verenigd Koninkrijk was het nummer geen succes, maar in de Verenigde Staten haalde het de Top 10 van de Billboard Hot 100.

### Nederlandse Top 40
I'm a train was eerst alarmschijf.
| Hitnotering: week 11 t/m 20 in 1974 | Hitnotering: week 11 t/m 20 in 1974 | Hitnotering: week 11 t/m 20 in 1974 | Hitnotering: week 11 t/m 20 in 1974 | Hitnotering: week 11 t/m 20 in 1974 | Hitnotering: week 11 t/m 20 in 1974 | Hitnotering: week 11 t/m 20 in 1974 | Hitnotering: week 11 t/m 20 in 1974 | Hitnotering: week 11 t/m 20 in 1974 | Hitnotering: week 11 t/m 20 in 1974 | Hitnotering: week 11 t/m 20 in 1974 | Hitnotering: week 11 t/m 20 in 1974 |
| Week:                               | 1                                   | 2                                   | 3                                   | 4                                   | 5                                   | 6                                   | 7                                   | 8                                   | 9                                   | 10                                  |                                     |
| ----------------------------------- | ----------------------------------- | ----------------------------------- | ----------------------------------- | ----------------------------------- | ----------------------------------- | ----------------------------------- | ----------------------------------- | ----------------------------------- | ----------------------------------- | ----------------------------------- | ----------------------------------- |
| Positie:                            | 18                                  | 9                                   | 6                                   | 6                                   | 9                                   | 11                                  | 13                                  | 17                                  | 26                                  | 36                                  | uit                                 |

### NederlandseDaverende 30
| Hitnotering: 16-3-1974 t/m 10-5-1974 | Hitnotering: 16-3-1974 t/m 10-5-1974 | Hitnotering: 16-3-1974 t/m 10-5-1974 | Hitnotering: 16-3-1974 t/m 10-5-1974 | Hitnotering: 16-3-1974 t/m 10-5-1974 | Hitnotering: 16-3-1974 t/m 10-5-1974 | Hitnotering: 16-3-1974 t/m 10-5-1974 | Hitnotering: 16-3-1974 t/m 10-5-1974 | Hitnotering: 16-3-1974 t/m 10-5-1974 | Hitnotering: 16-3-1974 t/m 10-5-1974 |
| Week:                                | 1                                    | 2                                    | 3                                    | 4                                    | 5                                    | 6                                    | 7                                    | 8                                    |                                      |
| ------------------------------------ | ------------------------------------ | ------------------------------------ | ------------------------------------ | ------------------------------------ | ------------------------------------ | ------------------------------------ | ------------------------------------ | ------------------------------------ | ------------------------------------ |
| Positie:                             | 20                                   | 10                                   | 8                                    | 7                                    | 10                                   | 14                                   | 15                                   | 18                                   | uit                                  |

### BelgischeBRT Top 30
| Hitnotering: 13-4-1974 t/m 8-6-1974 | Hitnotering: 13-4-1974 t/m 8-6-1974 | Hitnotering: 13-4-1974 t/m 8-6-1974 | Hitnotering: 13-4-1974 t/m 8-6-1974 | Hitnotering: 13-4-1974 t/m 8-6-1974 | Hitnotering: 13-4-1974 t/m 8-6-1974 | Hitnotering: 13-4-1974 t/m 8-6-1974 | Hitnotering: 13-4-1974 t/m 8-6-1974 | Hitnotering: 13-4-1974 t/m 8-6-1974 | Hitnotering: 13-4-1974 t/m 8-6-1974 | Hitnotering: 13-4-1974 t/m 8-6-1974 |
| Week:                               | 1                                   | 2                                   | 3                                   | 4                                   | 5                                   | 6                                   | 7                                   | 8                                   | 9                                   |                                     |
| ----------------------------------- | ----------------------------------- | ----------------------------------- | ----------------------------------- | ----------------------------------- | ----------------------------------- | ----------------------------------- | ----------------------------------- | ----------------------------------- | ----------------------------------- | ----------------------------------- |
| Positie:                            | 15                                  | 12                                  | 16                                  | 17                                  | 12                                  | 10                                  | 15                                  | 15                                  | 12                                  | uit                                 |

### Evergreen Top 1000
| Evergreen Top 1000 "I'm A Train" | Evergreen Top 1000 "I'm A Train" | Evergreen Top 1000 "I'm A Train" | Evergreen Top 1000 "I'm A Train" | Evergreen Top 1000 "I'm A Train" | Evergreen Top 1000 "I'm A Train" | Evergreen Top 1000 "I'm A Train" | Evergreen Top 1000 "I'm A Train" | Evergreen Top 1000 "I'm A Train" | Evergreen Top 1000 "I'm A Train" | Evergreen Top 1000 "I'm A Train" |
| Jaar                             | 2008                             | 2009                             | 2010                             | 2011                             | 2012                             | 2013                             | 2014                             | 2015                             | 2016                             | 2017                             |
| -------------------------------- | -------------------------------- | -------------------------------- | -------------------------------- | -------------------------------- | -------------------------------- | -------------------------------- | -------------------------------- | -------------------------------- | -------------------------------- | -------------------------------- |
| Positie                          | -                                | -                                | -                                | -                                | -                                | -                                | -                                | -                                | -                                | 982                              |

### NPO Radio 2 Top 2000
| Nummer met noteringen in de NPO Radio 2 Top 2000 | '99  | '00 | '01 | '02 | '03 | '04 | '05 | '06  | '07  | '08  | '09  | '10  | '11  |
| ------------------------------------------------ | ---- | --- | --- | --- | --- | --- | --- | ---- | ---- | ---- | ---- | ---- | ---- |
| I'm a Train                                      | 1004 | -   | 632 | 703 | 900 | 860 | 947 | 1241 | 1411 | 1073 | 1709 | 1303 | 1402 |

1. ↑  Een '-' betekent dat het nummer niet was genoteerd en een vetgedrukt getal geeft de hoogste notering aan.
2. ↑  Deze tabel is bijgewerkt tot en met de laatste editie (2024).